# Don Randi
Don Randi  (de son vrai nom Don Schwartz ) né le 25 février 1937 à New York est un pianiste, compositeur et arrangeur américain.

## Biographie
Il passe son enfance dans les Catskill Mountains puis s'installe en 1954 à Los Angeles. Influencé par les pianistes de jazz notamment par Horace Silver il commence sa carrière professionnelle en 1956 et se fait un nom comme musicien de studio. Il collabore avec Phil Spector au début des années 1960, accompagne Nancy Sinatra pendant des années puis travaille avec les Beach Boys sur l'album Pet Sounds et le titre Good Vibrations. Il a aussi collaboré avec Quincy Jones, Cannonball Adderley, Sarah Vaughan et Frank Zappa.
Dans les années 1970 et 1980 il compose quelques musiques pour le cinéma (Bloody Mama), la télévision (Mike Hammer en 1987) et participe à de nombreux albums de musique pop notamment avec Buffalo Springfield (Buffalo Springfield Again), The Monkees (The Birds, the Bees and the Monkees). Il enregistre sous son nom quelques albums de jazz en solo et en trio avec Leroy Vinnegar et Mel Lewis. En 1970 à Studio City (Los Angeles) il ouvre un club de jazz The Baked Potato où se produit son propre groupe musical Don Randi and Quest (Baked Potato and Quest) et avec lequel il a enregistré plus de quinze albums. Il a enregistré à cette période deux albums des Beatles Rubber Soul et Revolver dans le style jazz. Depuis 2008 son nom figure sur Hollywood's RockWalk.